# Orzinuovi
Orzinuovi là một đô thị thuộc tỉnh Brescia trong vùng Lombardia ở Ý. Đô thị này có diện tích 48 km², dân số 11.641 người.
Đô thị này có các làng sau: Barco, Pudiano, Ovanengo, Coniolo.
Đô thị này giáp với các đô thị sau: 
Barbariga, Borgo San Giacomo, Orzivecchi, Pompiano, Roccafranca, San Paolo, Soncino, Torre Pallavicina, Villachiara.